# Sklavenítis
Sklavenítis (grec moderne : Σκλαβενίτης) est une chaîne grecque de supermarchés, opérant principalement en Grèce. Au 1er mars 2017, l'entreprise est le plus grand groupe de vente au détail en Grèce (avec 526 magasins en Grèce et à Chypre), à la suite de l'acquisition du groupe Marinо́poulos en 2016, plus grand groupe de supermarchés en Grèce, suivi des grecs Masoútis et Alfa-Beta Vassilopoulos (du groupe Ahold Delhaize).
L'entreprise a été fondée en 1954 par Yiánnis Sklavenítis (1924-1993), Spýros Sklavenítis (1927-2006) et Miltiádis Papadópoulos (1920-1999), avec une activité initiale dans le commerce de gros. En 1967, "I. SKLAVENITIS & SIA OE" a été fondée, sous le nom distinctif TELEXYP, qui constituait à l'époque la première société de services téléphoniques en Grèce. Le premier supermarché ouvre ses portes en 1969 à Peristéri, dans la banlieue ouest d'Athènes et en 1975 le frère cadet de Spýros et Giánnis, Násos Sklavenítis, rejoint l'entreprise. En 1975, l'entreprise se développe en dehors de Peristéri et ouvre un grand magasin au Pirée, dans le district de Kamínia. Cette étape importante nécessitera des fonds conséquents, apportés par l'armateur Andréas Potamiános qui détiendra une participation de 49 % dans la structure commerciale en cours de création (HELLINIKAI HYPERAGORAI SKLAVENITIS S.A.E.). Ensuite et jusqu'en 1993, l'entreprise ouvrira un total de 23 magasins, tous situés en Attique.